# Zarnik
Zarnik je priimek več znanih Slovencev: 
- Blaž Zarnik, zbiralec kamnin (zbirka na gradu Bogenšperk)
- Boris Zarnik (1883—1945), biolog, univ. profesor
- Ivan Zarnik (1845—1912), učitelj in pesnik
- Miljutin Zarnik (1873—1940), pisatelj, kritik, ilustrator, karikaturist
- Valentin Zarnik (1837—1888), pravnik, politik, pisatelj
- Zora Zarnik (1904—1972), pianistka, klavirska pedagoginaj